# ГАЗ-13
ГАЗ-13 «Чайка» — радянський репрезентативний (представницький) легковий автомобіль великого класу, що випускався малою серією на Горьківському автомобільному заводі з 1959 по 1981 роки. Популярна думка, що він був скопійований з одного з американських автомобілів схожого класу середини 1950-х років, зокрема Packard Patrician 1955 року, хоча насправді це не так. Ця думка виникла через схожість дизайнів цих автомобілів, що пояснюється модою в автомобілебудуванні тих років. Фактично ж, це зовсім різні автомобілі. 
Всього було виготовлено приблизно 3179 автомобілів цієї моделі.

## Хронологія випуску

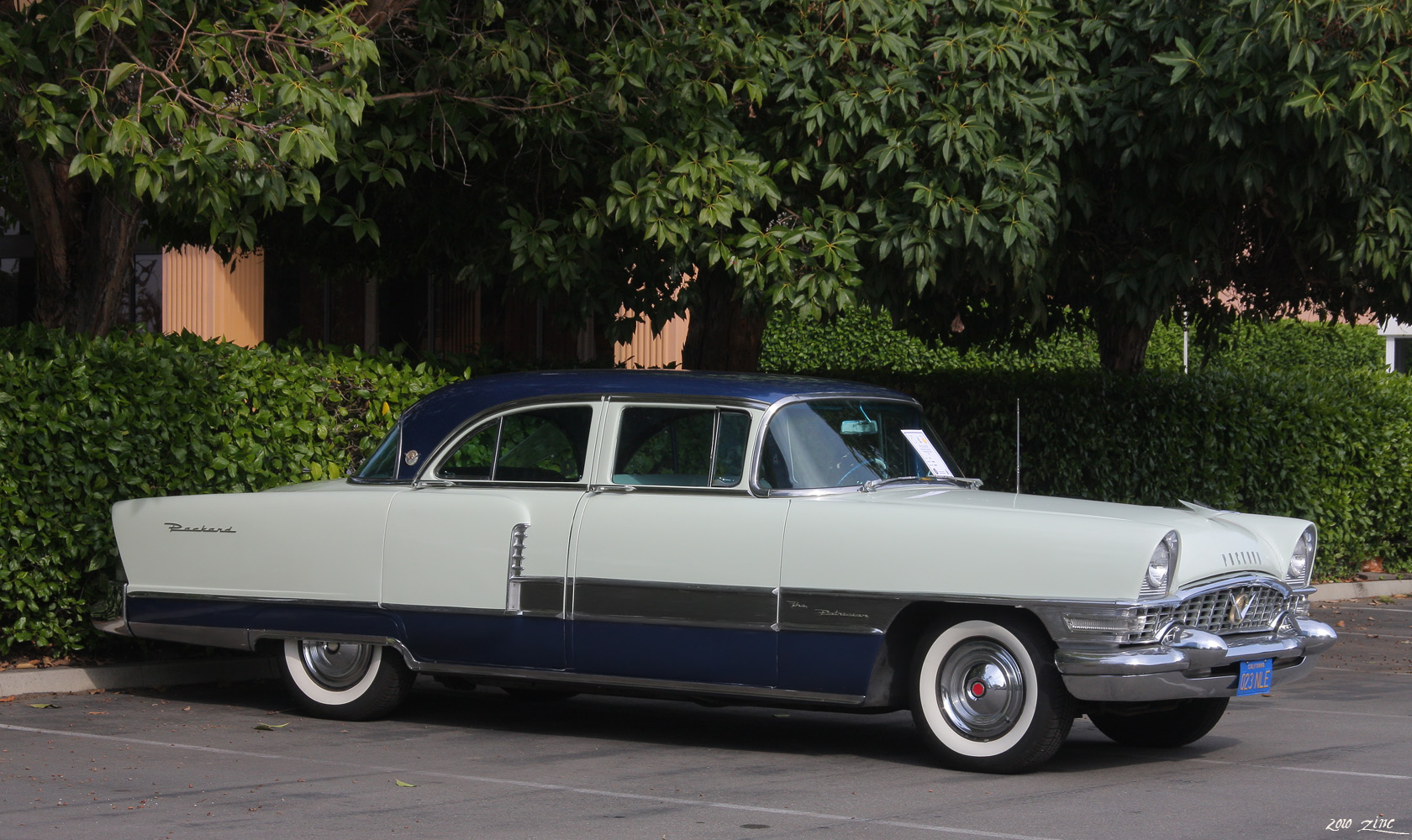
Packard Patrician 1955

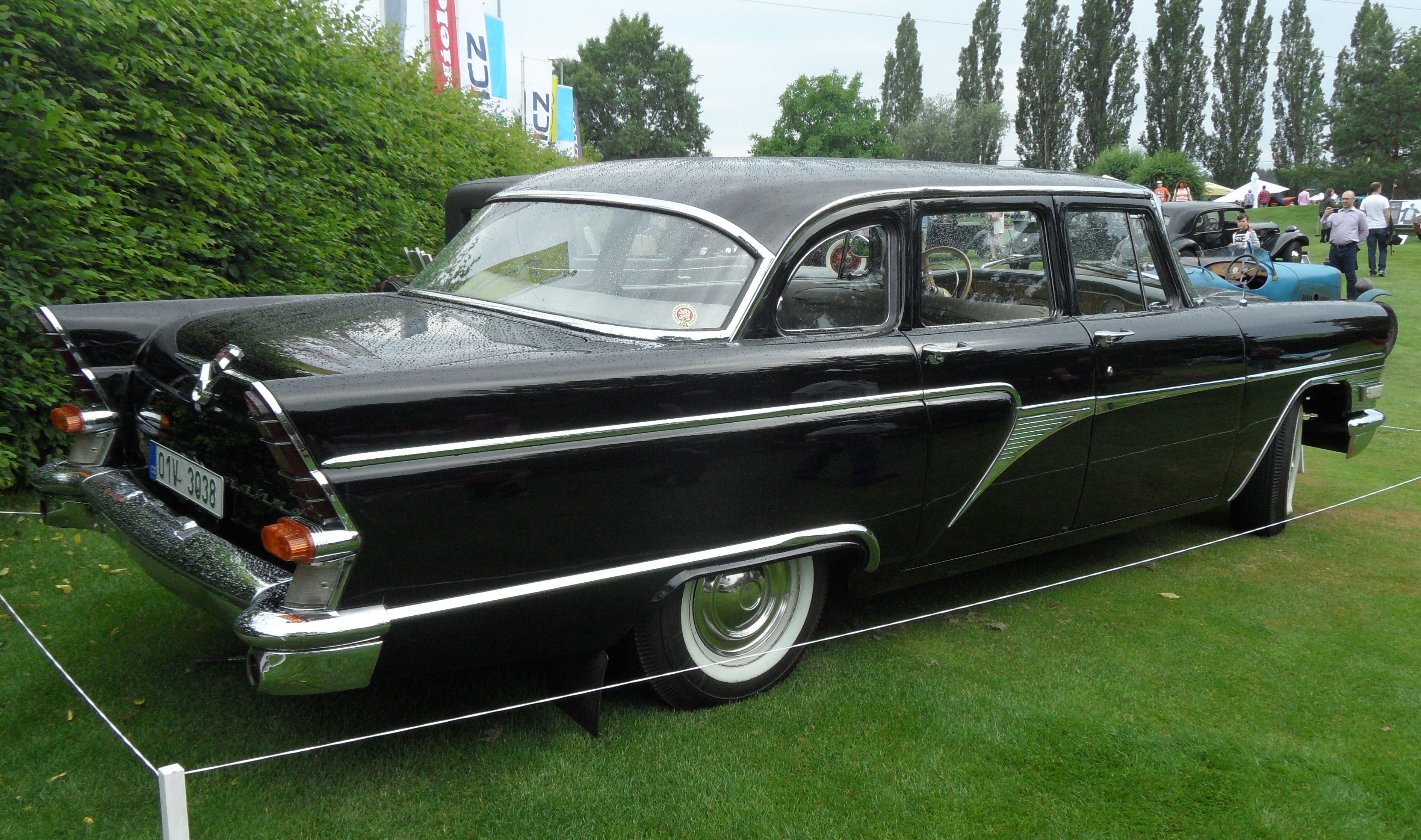
ГАЗ-13 «Чайка» (1959-1981)

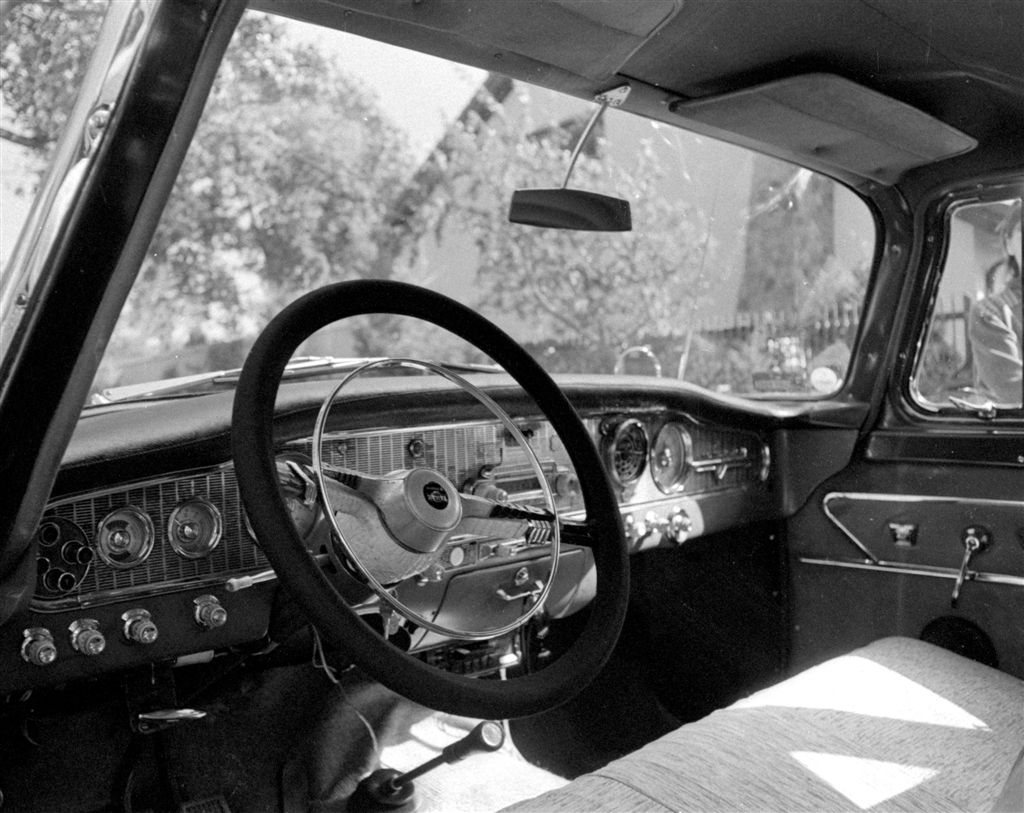
Салон ГАЗ-13 «Чайка»

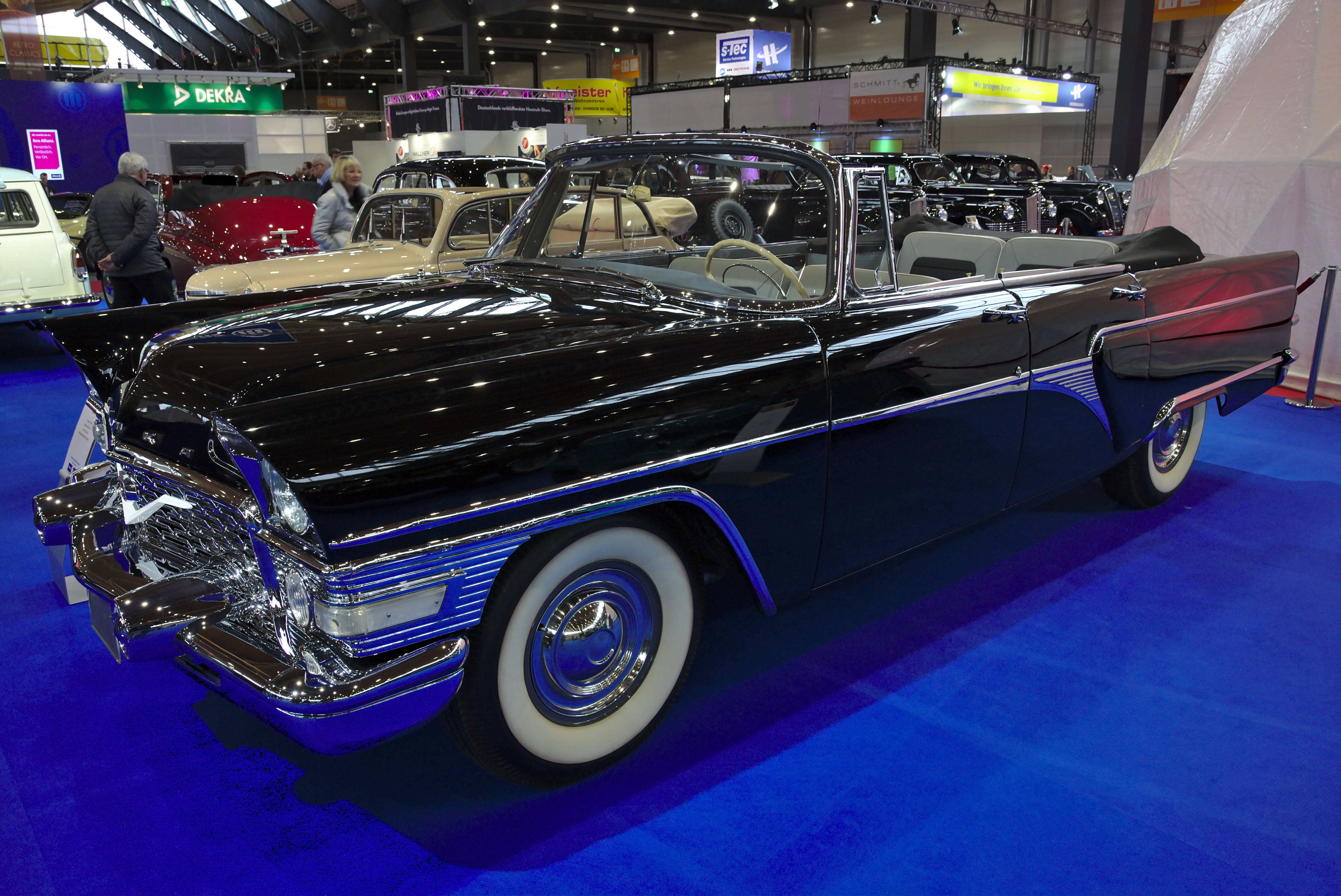
ГАЗ-13В «Чайка»

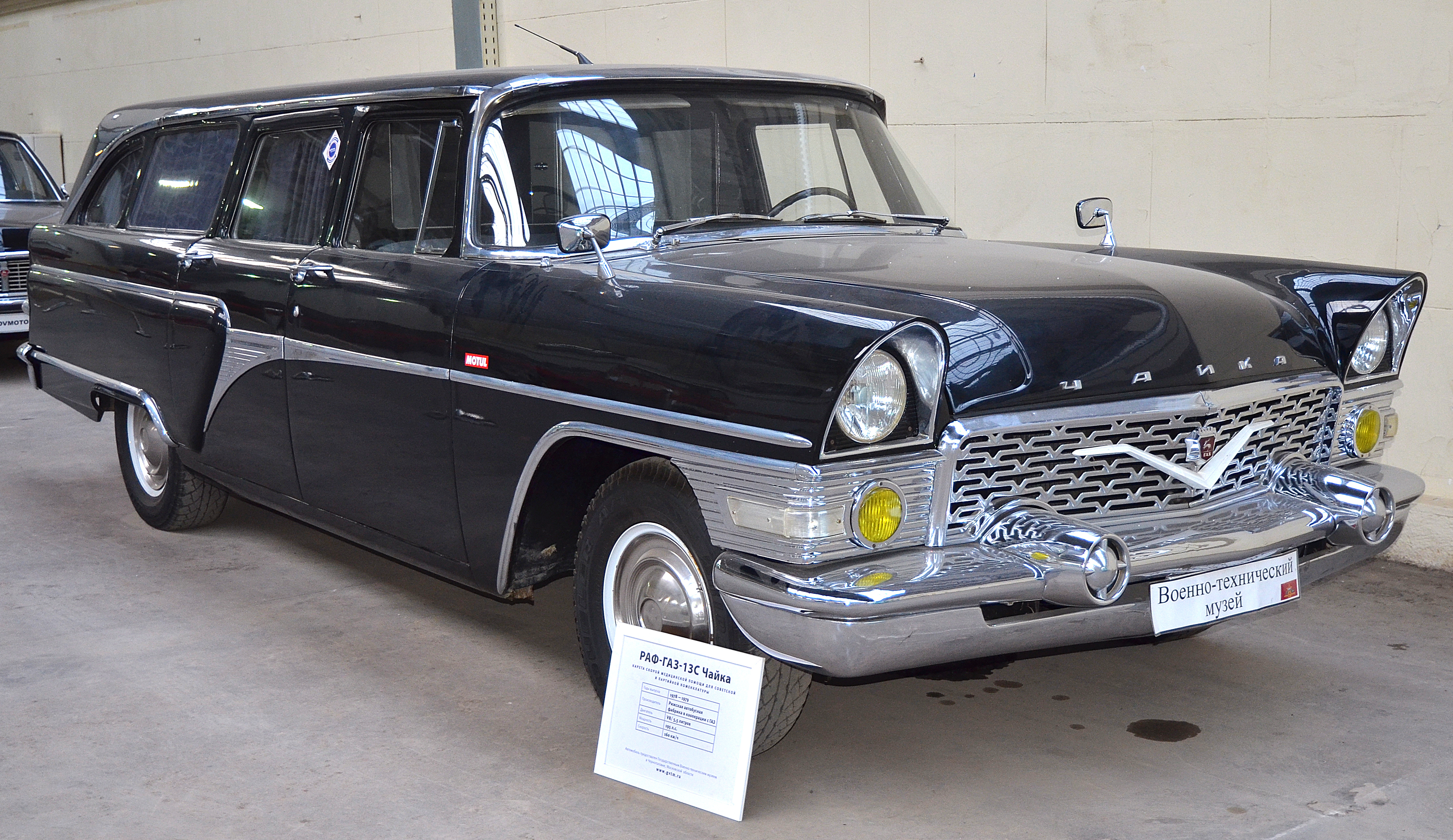
ГАЗ-13С «Чайка»

В 1961 році на додаток до базового седана був розроблений і варіант з кузовом «кабріолет» (в інших джерелах — «фаетон»), який отримав позначення ГАЗ-13Б. В нього був складний тент з електрогідравлічним приводом, рамки вікон дверей були відсутніми — замість них на самих бокових склах були легкі металеві окантовки, які ховались разом з ними. В складеному вигляді тент вкладався в ніші по бокам від заднього сидіння, тому на ньому поміщались тільки дві людини, а загальне число посадочних місць знизилось до шести.
Крім того, з того ж року у виробничій програмі значився і варіант з кузовом «лімузин», який мав перегородку в салоні — ГАЗ-13А.
Випущено таких автомобілів було небагато — а в наш час відомо лише близько 10 збережених кабріолетів і всього один лімузин.
Випуск автомобіля до того часу досяг 150 штук в рік, і внаслідок залишився приблизно на цьому ж рівні.
В 1962 році базова модифікація ГАЗ-13 отримала незначне технічне і зовнішнє оновлення, а саме з'явився карбюратор К-114 (замість К-113), новий приймач з додатковим регулятором гучності в лівому підлокітнику заднього дивану, нові колеса з іншими ковпаками. Салони автомобілів тепер стали обшивати сукном парадних офіцерських шинелей сірого кольору.
На початку 1970-х років «Чайка» отримала бокове дзеркало заднього вигляду на лівих дверях.
В кінці 1970-х років, паралельно з випуском «Чайки» ГАЗ-14 і за її зразком, на ГАЗ-13 був модернізований салон. Замість латунної сітки на панелі приладів з'явилась плівка з текстурою «під дерево», дивани й оббивку панелі дверей стали обтягувати велюром гірчичного чи зеленого кольору. З'явився новий радіоприймач — транзисторний, з короткохвильовим діапазоном. Саме такий автомобіль — один з останніх випущених екземплярів — знаходиться на огляді в музеї ВАТ «ГАЗ».

## Технічні характеристики
| Технічні характеристики      | Технічні характеристики                                          |
| ---------------------------- | ---------------------------------------------------------------- |
| Двигун                       | Бензиновий                                                       |
| Тип двигуна                  | карбюраторний, чотиритактний, восьмициліндровий, верхнєклапанний |
| Марка двигуна                | ГАЗ-13 (ЗМЗ-13)                                                  |
| Циліндри / Клапани           | V8 / 16 OHV                                                      |
| Об'єм                        | 5529 см3                                                         |
| Діаметр циліндра\ Хід поршня | 100 / 88 мм                                                      |
| Ступінь стиску               | 8,5                                                              |
| Система живлення             | карбюратор К-113 або К-114                                       |
| Охолодження                  | рідинне                                                          |
| Потужність                   | 195 к.с. (143 кВт) при 4400 об/хв                                |
| Крутний момент               | 411,9 Нм при 2500 об/хв                                          |
| Трансмісія                   | 3-ст. АКПП                                                       |
| Розгін (0-100 км/год)        | 20 с                                                             |
| Макс. швидкість              | 160 км/год                                                       |

## Огляд модифікацій
Сам ГАЗ випускав «Чайку» в наступних модифікаціях: 
- ГАЗ-13 — абсолютна більшість «Чайок» мало закриті чотиридверні кузова з трьома рядами сидінь без внутрішньої перегородки;
- ГАЗ-13А — за спецзамовленням, в основному Міністерства оборони, випускалися автомобілі з встановленою внутрішньою перегородкою між водієм і пасажирським відділеннями;
- ГАЗ-13Б — ці машини мали відкритий кузов типу «фаетон», або в інших джерелах — «кабріолет»; м'який верх піднімався і опускався електрогідравлічною системою, керованою з місця водія; кількість виготовлених фаетонів, за різними оцінками, становить не більше 20 штук [1].

Крім цих, що випускалися самим заводом-виробником модифікацій, ГАЗ-13 був базою для численних переробок, виконувалися різними сторонніми заводами і авторемонтними майстернями. 
Санітарний варіант ГАЗ-13С з кузовом універсал випускався на заводі РАФ, було випущено приблизно 20 штук, з яких збереглося близько 12. У них були перегородка в кузові, носилки. Практично всі універсали мали між собою ті чи інші відмінності через ручне складання. Автомобілі призначалися для обслуговування вищої номенклатури. Відомий також універсал-катафалк.

## В ігровій і сувенірній продукції
Масштабні моделі ГАЗ-13 випускались п/п «Агат» (раніше відомим як п/п «Радон», на якому, до 1987 року модель мала № А15), а також в «Російській Серії» від Autotime.
В 1990-х роках моделі «Чайки» від АГАТу почали випускатися з чорним салоном (раніше він був білим) і пластмасовим днищем. Якість лиття стало погіршуватись. В 2007 році на «Чайки» повернули металеві днища, пофарбовані в чорний колір.
Моделі «Агату» і «Танталу» ззовні відрізняються формою і кольором ковпаків на колесах — «агатовська» модель мала повністю металізовані ковпаки. Також «агатовські» моделі відрізнялись помітно більш світлою фурнітурою, ніж у «танталовських» (на старих моделях вона жовтувата).
Медичний універсал ГАЗ-13С випускався також на базі агатовської моделі В. Сальниковим (Челябінськ) і фірмою «Скейл» (Санкт-Петербург).
Моделі фаетона ГАЗ-13Б випускались як «Агатом» з бракованих «Чайок», так і майстернями.
В 2006 році фірма «Autotime» випустила модель «Чайки» ГАЗ-13А в 1:43. Моделі фарбувались в традиційний чорний колір, червоно-білий і чорно-білий. Крім того, пропонувались модифікації, які ніколи не існували в реальності — таксі, ДАІ, швидка допомога і держбезпека з гербом СРСР.
В 2010 році масштабна модель «Чайки» ГАЗ-13 представницького чорного кольору вийшла в рамках проекту «Автолегенди СРСР» від видавництва «ДеАгостіні» (випуск № 5); варто відмітити непогану якість моделі з погляду копійності. Також, в 2013 році, в рамках цього ж проекту, вийшла модель санітарного універсалу «ГАЗ-13С» чорного кольору (випуск № 89).
В 2010 році вийшла «Чайка» білого кольору від фірми IST-models з більш якісною, ніж в журнальної, фурнітурою.